# Tapan
Tapan è un comune dell'Azerbaigian situato nel distretto di Daşkəsən. Conta una popolazione di 758 abitanti.